# Ruisseau de Bercy
 (mars 2025).
Le ruisseau de Bercy est un ancien cours d'eau de Paris, d’une longueur de 2 km environs.

## Description
Ce ruisseau situé sur le territoire de l'ancienne commune de Bercy prenait sa source au niveau de la cour Nicolaï. Après avoir traversé la rue de la Grange-aux-Merciers, son cours était parallèle à la Seine. Il confluait avec le ruisseau de Montreuil.
Le ruisseau a désormais disparu.

## Sources
Jacques Hillairet, Le XIIe arrondissement et son histoire, Les Éditions de Minuit, 1972.